# Gynoplistia (Gynoplistia) lobulifera
Gynoplistia (Gynoplistia) lobulifera is een tweevleugelige uit de familie steltmuggen (Limoniidae). De soort komt voor in het Australaziatisch gebied.